# Államok vezetőinek listája 1-ben
Ezen az oldalon az i. sz. 1-ben fennálló államok vezetőinek névsora olvasható földrészek, majd országok szerinti bontásban.

## Európa
- Boszporoszi Királyság
  - Királynő: Dünamisz (i. e. 20–8)

- Britannia
  - Catuvellaunusok
    - Király: Tasciovanus (i. e. 20–9)

  - Atrebasok
    - Király: Tincomarus (i. e 20–7)

- Dák Királyság
  - Király: Comosicus (i. e. 9-30)

- Markomannok
  - Király: Maroboduus (i. e. 9–18)

- Odrüsz Királyság
  - Király: I. Rhoimetalkész (i. e. 31–12)

- Római Birodalom
  - Császár: Augustus (i. e. 27–14)
    - Consul: Caius Caesar
    - Consul: Lucius Aemilius Paullus
    - Consul suffectus: Marcus Herennius Picens

## Ázsia
- Anuradhapura
  - Király: Pattikápaja Apaja (i. e. 20-9)

- Atropaténé
  - Király: II. Ariobarzanész  (i. e. 20-4)

- Armenia
  - Király: IV. Tigranész (i. e. 8–1)
  - Királynő: Erato (i. e. 8–1)
  - Római királyjelölt: Ariobarzanész (i. e. 2–2)

- Elümaisz
- Király: VI. Kamnaszkirész (i. e. 28-1)
- Király: VII. Kamnaszkirész (1-15)

- Harakéné
  - Király: II. Attambélosz (i. e. 17/16–8/9)

- Hsziungnuk
  - Sanjü: Vucsuliu

- Ibériai Királyság
  - Király: II. Arsak (i. e. 20–1)
  - Király: I. Pharaszmanész (1–58)

- India
  - Indo-görög Királyság
    - Király: II. Sztratón (i. e. 25–10)

  - Indo-szkíta Királyság
    - Király: Zeioniszész (i. e. 12–10)
    - Király: Vidzsajamitra (i. e. 12–15)
    - Király: Kharahosztész (i. e. 10–10)

  - Szátaváhana-dinasztia
    - Király: Aristakarna (i. e. 6–20)

- Japán
  - Császár: Szuinin (i. e. 29–70)

- Júdea
  - Etnarkhész: Heródes Arkhelaosz (i. e. 4–6)
  - Galilea és Perea tetrarkhésze: Heródes Antipász (i. e. 4–39)
  - Batanaea tetrarkhésze: Heródes Boethus (i. e. 4–34)
  - Ituraea és Trachonitis tetrarkhésze: Heródes Philipposz (i. e. 4–34)
  - A szanhedrin vezetője: Idősebb Hillél (i. e. 31.–9)
  - Főpap: Eleázár ben Boéthosz (i. e. 4–?)
  - Főpap: Jósua ben Szié (?–6)

- Kappadókia
  - Király: Arkhelaosz (i. e. 36.–17)

- Kína (Han-dinasztia)
  - Császár: Han Ping-ti (i. e. 1–6)

- Kommagéné
  - Király: III. Antiokhosz (i. e. 12–17)

- Korea
  - Pekcse
    - Király: Ondzso (i. e. 18.–29)

  - Pujo
    - Király: Teszo (i. e. 7.–22)

  - Kogurjo
    - Király: Juri (i. e. 19–18)

  - Silla
    - Király: Hjokkosze (i. e. 57–4)

- Kusán Birodalom
  - Király: Heraiosz (1–30)

- Nabateus Királyság
  - Király: IV. Aretasz Philopatrisz (i. e. 9–40)

- Oszroéné
  - Király: V. Abgar (i.e. 4–7)

- Pártus Birodalom
  - Nagykirály: V Phraatész (i. e. 2–4)
  - Királyné: Musa (i. e. 2–4)

- Pontoszi Királyság
  - Királynő: Püthodórisz (i. e. 8–23)

- Római Birodalom
  - Syria provincia
    - Praefectus: Caius Caesar (i. e. 1–4)

- Jüecsik
  - Király: Szapadbizész (?–1)

## Afrika
- Mauretániai Királyság
  - Király: II. Juba (i. e. 25.–23)

- Kusita Királyság
  - Király: Amanikhabale
  - Király: Natakamani

- Római Birodalom
  - Africa provincia
    - Proconsul: Cnaeus Calpurnius Piso  (i. e. 6–9)

  - Aegyptus provincia
    - Praefectus: Publius Octavius (i. e. 2–3)

## Fordítás
- Ez a szócikk részben vagy egészben  a   Liste der Staatsoberhäupter 1 című német Wikipédia-szócikk ezen változatának fordításán alapul.  Az eredeti cikk szerkesztőit annak laptörténete sorolja fel. Ez a jelzés csupán a megfogalmazás eredetét és a szerzői jogokat jelzi, nem szolgál a cikkben szereplő információk forrásmegjelöléseként.